# Протокол трёхэтапного квантового шифрования
Протокол трёхэтапного квантового шифрования, также известный как трёхэтапный протокол Кака, представляет собой метод шифрования данных, который использует случайные вращения поляризации как Алисой, так и Бобом, двумя аутентифицированными сторонами, который был предложен Субхашом Каком. В принципе, этот метод может использоваться для непрерывного неразрушимого шифрования данных, если используются отдельные фотоны. Он отличается от методов QKD (quantum key distribution), поскольку его можно использовать для прямого шифрования данных, хотя он также может использоваться для обмена ключами.
Основная идея этого метода заключается в отправке секретов (или ценностей) через ненадёжный канал, когда Алиса и Боб оба шифруют передаваемый секрет, который также называется криптографией с двойным замком. Алиса шифрует секрет своим ключом, отправляет Бобу, Боб его так же шифрует и отправляет Алисе, после чего Алиса расшифровывает его своим ключом и опять отправляет Бобу, Боб расшифровывает своим и получает секрет.
Этот протокол был предложен в качестве метода безопасной связи, потому что полностью отличается от квантового распределения ключей, в котором криптографическое преобразование использует классические алгоритмы.
Многофотонный метод может быть использован в обмене между Алисой и Бобом и, следовательно, это открывает возможность мультифотонной квантовой криптографии. Это работает до тех пор, пока количество фотонов, отсеянных подслушивающим устройством, не является достаточным для определения углов поляризации. Также была выдвинута версия, которая может справиться с атакой человека в середине.
Парах проанализировал трёхступенчатый протокол при вращательных квантовых ошибках и предложил модификацию, которая исправила бы эти ошибки. Одна интересная особенность модифицированного протокола заключается в том, что он инвариантен к значению ошибки вращения и поэтому может корректировать произвольные вращения.

## История
В 2006 году Как постулировал теорию, известную как трёхэтапный протокол, который основывается на непредсказуемости фотонов, чтобы гарантировать, что хакеры не смогут найти или воспроизвести информацию, используемую для передачи информации. Первая лабораторная демонстрация концепции Кака состоялась в Колледже Инженерных Лабораторий в Центре OU-Tulsa Schusterman.
Верма говорит, что это важный шаг на пути к широкому принятию открытия Кака и может привести к будущему, в котором «независимо от того, как долго и как сильно они стараются, хакеры больше не смогут расшифровывать или взламывать передаваемую информацию», утверждает он.

### Случайные вращения поляризации
Данные X в квантовом представлении являются углом поворота поляризации кубита. Унитарные преобразования UA и UB представляют собой поворот шифруемых данных на углы θA и θB соответственно, по часовой стрелке. А обратные преобразования соответствуют повороту на те же углы, в обратном направлении, то есть против часовой стрелки. Таким образом, данные X представляются углом поляризации θX, а унитарные преобразования UA и UB реализуются как повороты поляризации на углы θA и θB соответственно. Отметим, что, поскольку UA и UB должны быть коммутативными, вращения поляризации ограничены большим кругом сферы Пуанкаре.